# 福井县立大学护理短期大学部
福井县立大学护理短期大学部（日语：／ Fukui Kenritsu Daigaku Kango Tanki Daigaku *），简称县短，是过去一所位于日本福井县吉田郡松冈町的公立短期大学。前福井县立短期大学（日语：／ Fukui Kenritsu Tanki Daigaku *）。

## 概要

### 简介
- 学校最早可以追溯到1920年[1]。短期大学为于1975年开办[1]、由学校法人福井县经营。招生到1999年（只第二护理学科）[2]、停办于2001年。为男女同校。

### 历史
- 1975年 福井县立短期大学成立并同时设置三个学科、以下列举。
  - 护理学科
  - 经营学科[注 3]
  - 农学科[注 3]
- 1982年 护理学科分离为两个专攻、以下列举[2]。
  - 第一护理学科[注 2]　
  - 第二护理学科
- 1984年 地区护理学专攻成立于专科[3]。
- 1993年 改编为福井县立大学护理短期大学部[2]。
- 1994年 校园迁址从福井县福井市至福井县吉田郡松冈町[注 1]
- 1999年 招生最后（第二护理学科）、次年停止招生（正式停办于2001年3月30日[2]）。

## 学校环境
- 校区：在了福井县吉田郡松冈町[注 1]

## 历任校长
- 矶边秀俊：第一代短期大学校长[4]。

## 组织

### 学科
- 第一护理学科[注 2]
- 第二护理学科

### 前学科
| - 经营学科 - 农学科 |

### 专科
| - 地区护理学专攻 |

### 业余课程
| - 没有 |

## 相关链接
- 日本短期大学列表